# Ecdyogymnurus
Ecdyogymnurus is een geslacht van haften (Ephemeroptera) uit de familie Heptageniidae.

## Soorten
Het geslacht Ecdyogymnurus omvat de volgende soorten:
- Ecdyogymnurus aspersus
- Ecdyogymnurus inversus
- Ecdyogymnurus kibunensis
- Ecdyogymnurus scalaris